# Номерні знаки Тунісу
Код Тунісу для міжнародного руху ТЗ — (TN).

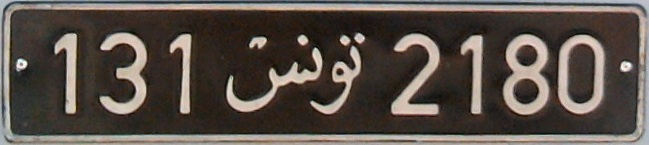
Регулярний НЗ

## Регулярні номерні знаки
Номерні знаки Тунісу містять серію (1-3 цифри), арабський напис (تونس) та порядковий номер (1-4 цифри.
Регулярні номерні знаки мають білі символи на чорному тлі. Номерні знаки для орендованих ТЗ мають ті ж параметри, але на синьому тлі.
Розміри однорядкових номерних знаків 520×110 мм. Існують дворядкові версії для автомобілів та мотоциклів.

## Інші регулярні номерні знаки
Інші регулярні номерні знаки мають формат 12345-АВ або АВ-12345, де «АВ» — арабські літери.
| арабські літери | значення                     |
| --------------- | ---------------------------- |
| ج ف             | трактор                      |
| ع م             | причіп                       |
| ا ف             | сільськогосподарська техніка |
| م خ             | спецтранспорт                |
| د ن             | мотоцикл                     |
| ن ت             | іноземець                    |